# Altus Finance
Pour les articles homonymes, voir Altus.
 (février 2010).
Si vous disposez d'ouvrages ou d'articles de référence ou si vous connaissez des sites web de qualité traitant du thème abordé ici, merci de compléter l'article en donnant les références utiles à sa vérifiabilité et en les liant à la section « Notes et références ».
Altus Finance était une filiale du Crédit lyonnais dirigée par Jean-François Hénin. Initialement filiale de Thomson-CSF (branche défense de Thomson) sous le nom de Thomson CSF Finances, elle a été acquise en février 1990 par le Crédit lyonnais. Son président, Jean-François Hénin était alors auréolé du succès de sa fructueuse gestion de 1983 à 1989 au sein du groupe d'armement.
Alors banque nationalisée, le Crédit lyonnais devait renforcer ses fonds propres pour satisfaire à une nouvelle norme internationale, connue sous le nom de ratio Cooke. Pour éviter d'injecter des fonds dans la banque, l'État imagina un « meccano industriel » consistant à apporter à la banque la filiale de Thomson, alors également dans le giron public, en échange Thomson devint actionnaire du Crédit Lyonnais enrichi de la valeur d'Altus.
Au sein du Groupe Crédit lyonnais, Altus était chargée, selon une formule ambiguë attribuée à Jean-Yves Haberer, alors président du Crédit lyonnais, de faire « ce que le Crédit lyonnais ne sait pas, ne peut pas ou ne veut pas faire ».
Jean-François Hénin y a mis en œuvre ses théories de l’achat à contre-cycle, consistant à acheter des actifs en bas de cycle, lorsque les autres investisseurs les boudent, pour les revendre ultérieurement (en « haut de cycle ») lorsque ces actifs sont redevenus attractifs.
Essayant de combiner les avantages de l'appartenance à un grand groupe puissant et ceux d'une petite structure agile, Altus a engagé de nombreux investissements dans le début des années 1990, aboutissant à un portefeuille hétéroclite comprenant, entre autres : 
- Alter (banque)
- AOM (transport aérien)
- BAFIP (banque)
- Banque Saga (banque)
- Blue Green (golfs)
- FBUM (Financière de Banque et de l'Union Meunière) (banque)
- Financière Marland (distribution)
- Fnac (produits culturels)
- Garonor (transports)[1]
- Novalliance (holding)
- Sater-Parachini (recyclage/ordures)[2]
- Sellotape (industrie)
- Stardust Marine (voiliers)
- Tuffier (agent de change)

L'investissement le plus connu est celui de la compagnie d'assurance américaine Executive Life qui a défrayé la chronique il y a quelques années.
Lors de la reprise en main de la banque publique au milieu des années 1990, ces investissements ont été transférés au CDR, puis cédés, pour la plupart avec de fortes pertes, pour un déficit de plusieurs milliards de Francs entrainant la liquidation d'Altus. Compte tenu des conditions de cession de cette structure, qui n'étaient pas de nature à optimiser la valeur des actifs, ainsi que la spécificité de l'achat à contre-cycle, il est difficile de chiffrer avec exactitude le solde de la gestion d'Altus — le consensus s'établit toutefois sur un montant en perte, même si l'ampleur est discutable. Dans une interview accordée aux reporters du documentaire Série noire au Crédit lyonnais, Jean-François Hénin estime que les gains réalisés pendant la période où la structure appartenait au groupe Thomson sont de l'ordre des pertes creusées pendant son passage dans le giron du Lyonnais — ceci situerait le montant à environ 10 milliards de francs (environ 1,5 milliard d’euros).
Parfois baptisée Astuce Finance par ses détracteurs, l'établissement a fait l'objet en 1995 d'un rapport très critique de la Cour des comptes sur la gestion des années 1990 à 1993, estimant alors les pertes à environ 20 milliards de francs.
Ce dossier a fait l'objet d'un rapport à l'Assemblée Nationale présenté par François d'Aubert.